# Besaitungsmaschine
Eine Besaitungsmaschine ist ein Gerät, mit dem sich Tennis-, Squash- und Badmintonschläger neu bespannen lassen. Diese Maschinen variieren in Komplexität, Genauigkeit und ihrem Preis.

## Zeitaufwand
Das Bespannen eines Schlägers kann für Anfänger bis zu einer Stunde in Anspruch nehmen, wohingegen geübte Besaiter dies in etwa 20 Minuten erledigen. Während professionellen Turnieren wird von sehr erfahrenen Bespannern verlangt Schläger zu bespannen, während der Spieler auf dem Platz ist, was nicht einmal zehn Minuten in Anspruch nehmen sollte.

## Unterschiede bei verschiedenen Sportarten

### Tennis
Tennissaiten werden in der Regel aus Darm, Polyester oder einem Hybrid aus beiden hergestellt, wobei auch andere Materialien wie Nylon, Metallfäden und Kevlar Verwendung finden. Die Härte der Bespannung bewegt sich im Bereich von 23 bis 30 kg. Professionelle Spieler bespannen ihre Schläger für gewöhnlich sehr fest, wobei in letzter Zeit der Trend in Richtung weicherer Besaitung geht.

### Badminton
Badmintonsaiten sind heute meist aus Multifilament, früher aus Darm. Die Spannung variiert zwischen 8 und 16 kg. Professionelle Spieler bespannen meist am oberen Limit.

### Squash
Squashsaiten bestehen für gewöhnlich aus Multifilament, Darm oder einem Hybrid aus beiden. Die Spannung variiert zwischen 9 und 14 kg.

## Arten von Besaitungsmaschinen

### Hebelarmmaschinen

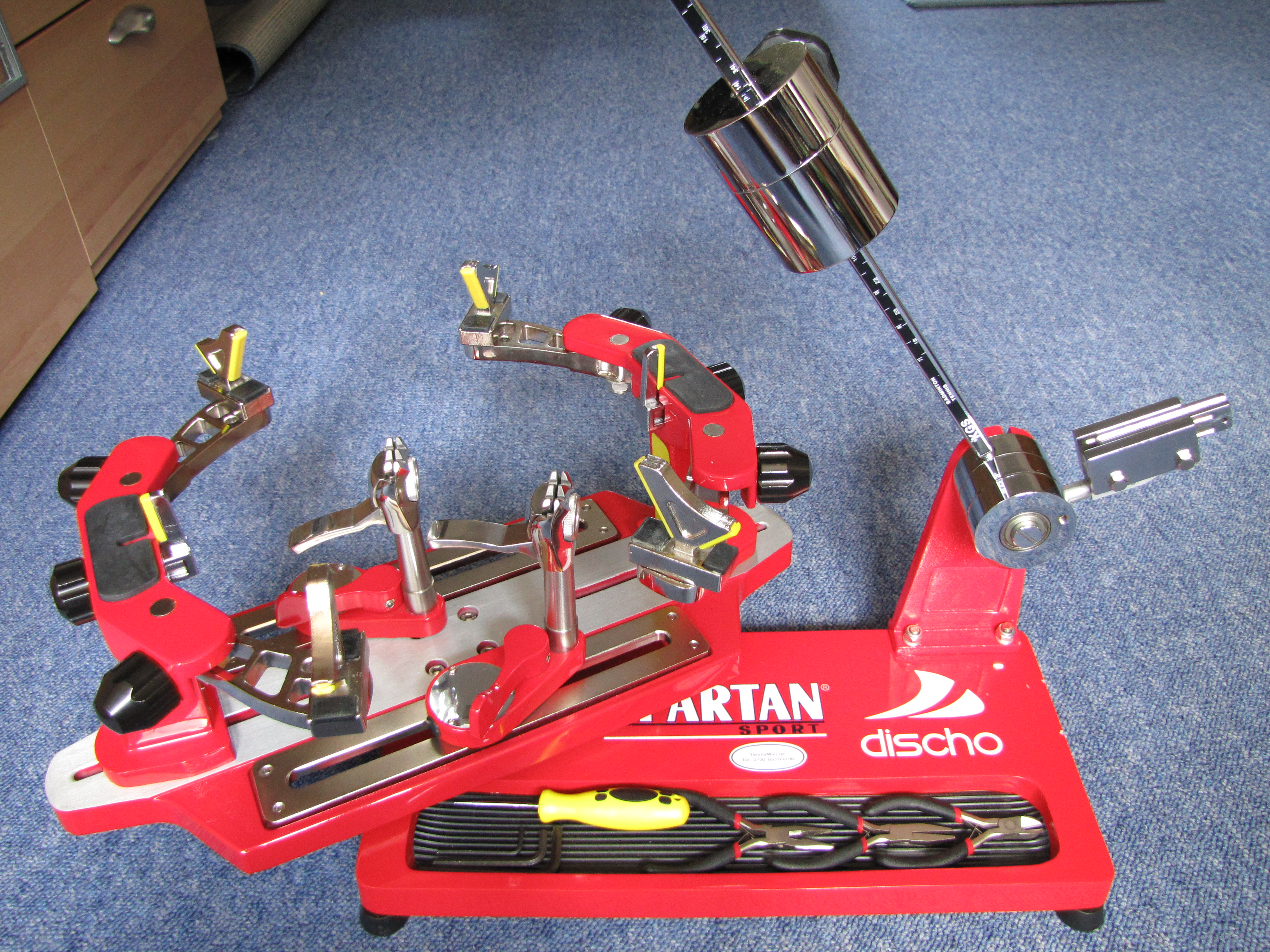
Eine Besaitungsmaschine mit Hebelarm

Hebelarmmaschinen verwenden eine Stange mit einem verschiebbaren Gewicht, um die gewünschte Saitenspannung zu erreichen. Sie sind günstig und wegen ihrer geringen Größe relativ einfach zu transportieren, wodurch sie beliebt sind bei Leuten, die mit dem Bespannen anfangen. Jedoch dauert das Bespannen mit ihnen deutlich länger, was sie für professionelle Einsätze unbrauchbar macht.

### Kurbelmaschinen
Bespannmaschinen mit Kurbelsystem verwenden eine Kurbel um die gewünschte Spannung zu erreichen, bei der sie dann einrasten. Diese Maschinen ermöglichen ein rasches Besaiten.

### Elektronische Maschinen

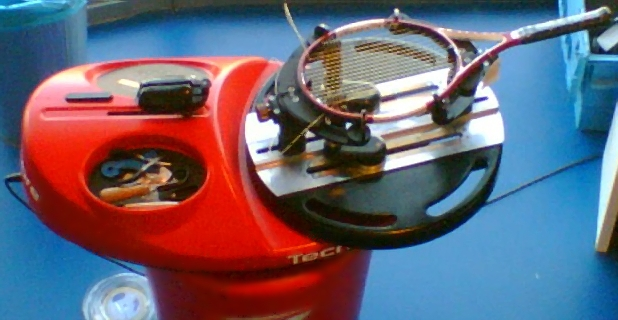
Eine elektronische Besaitungsmaschine

Elektronische Besaitungsmaschinen regeln die Spannung der Saite über einen computergestützten Elektromotor, was ein schnelles Arbeiten bei hoher Präzision ermöglicht. Solche Maschinen sind in den meisten Geschäften zu finden und werden auch bei allen professionellen Turnieren eingesetzt. Diese Art von Bespannmaschinen ist in der Anschaffung mit Abstand am teuersten.
Es gibt zwei Typen von elektronischen Spannvorrichtungen: konstant ziehende und jene mit Verriegelung. Konstant ziehende ziehen auch nachdem die gewünschte Spannung erreicht ist noch weiter und ermöglichen somit ein gleichmäßigeres und genaueres Besaiten, da sie Dinge wie das Dehnen der Saite, das Öffnen der Klemmen und Durchrutschen der Saite kompensieren. Elektronik mit Verriegelung ist ähnlich dem Kurbelsystem, sie zieht bis zu der gewünschte Spannung und dann nicht weiter, da sie einrastet. Maschinen mit Verriegelung sind daher weniger genau.